# Barktjärnen, Västmanland
Barktjärnen är en sjö i Nora kommun i Västmanland och ingår i Norrströms huvudavrinningsområde.